# Patokryje
Patokryje – miejscowość i gmina (obec) w Czechach, w kraju usteckim, w powiecie Most. W 2022 roku liczyła 441 mieszkańców.